# Pithecellobium pithecolobioides
El granadillo de río  (Pithecellobium pithecolobioides)  es una especie leguminosa en la familia Fabaceae.
Es endémica de Argentina y de Paraguay. Está amenazada por pérdida de hábitat.

## Sinonimia
- Feuilleea pithecolobioides (Kuntze) Kuntze
- Inga pithecolobioides Kuntze
- Pithecellobium pithecolobioides (Kuntze) Hassl.
- Pithecellobium pithecolobioides (Kuntze) Hassl. var. pithecolobioides (Kuntze) Hassl.
- Pithecellobium pithecolobioides (Kuntze) Hassl. var. reductum (Malme) Hassl.
- Pithecellobium reductum Malme
- Zygia reducta  (Malme) L.Rico
- Zygia pithecolobioides (Kuntze) Barneby & J.W.Grimes

## Fuente
- Prado, D. 1998.  Pithecellobium pithecolobioides.   2006 IUCN Lista Roja de Especies Amenazadas, bajado 19 de julio de 2007